# Monforte de Lemos
Monforte de Lemos é um município da Espanha na província de Lugo, comunidade autónoma da Galiza. Tem 199,5 km² de área e em 2021 tinha 18 242 habitantes (densidade: 91,4 hab./km²).
Limita ao Norte com os municípios de Bóveda e O Saviñao, ao Sul com os de Sober e Castro Caldelas, ao Leste com os de A Pobra do Brollón e Ribas de Sil e o Oeste com os de Pantón e Sober.

## Origens

### A origem: do Paleolítico aos romanos
[editar | editar código-fonte]
A história de Monforte de Lemos remonta-se ao paleolítico, e os seus primeiros habitantes conhecidos foram os Estrímnios (Oestrimni); na chamada época castreja ou cultura dos castros, própria das tribos célticas, a tribo que povoava Monforte, era conhecida como tribo dos Lémavos, e as primeiras referências escritas a ela, datam dos historiadores romanos Plinio e Estrabão, no século I a.C. A palavra lemos, que dá nome também à comarca, conhecida como Terra de Lemos, seria unha palavra céltica que significa "terra húmida ou fértil" e parece entroncar directamente com a raiz da palavra galega lama; crê-se que durante a pré-história, Monforte, agora vale, foi uma gran' lagoa, e provas disso atopam-se na dura argila vermelha que emerge ao escavar uns metros no chão da cidade. Assim mesmo o seu rio, o Cabe (Chalibes), era ja conhecido pelas suas propriedades ferruginosas e moi prezado à hora de temperar as espadas dos guerreiros célticos, que acudiam de muitos lugares com esse fim.
Dos romanos, cujo vestígio quedou patente na cidade, provém a palavra Monforte, do latim Montem Fortem 'monte fortificado'. Sucessivamente, os suevos e os visigodos deixaram as suas próprias pegadas: em época sueva, as Terras de Lemos pertenceram em gran' parte ao Condado Palharense (relacionado com o lugar de Palhares na paróquia de Baamorto); desta etapa conserva-se um valioso broche visigótico, chamado "O broche de Baamorto", e conservado no Museu Arqueológico de Lugo. A povoação judia teve também importância, contando com bairro judeu, no qual, até a expulsão dos judeus da Espanha, acometida na Idade Média pelos Reis Católicos, residiram importantes famílias dessa etnia; entre eles destacaram-se os Gaibor, família da que se conserva a casa medieval e escudo de armas, no centro histórico de Monforte, assim como a sua estela funerária, no Museu Arqueológico de Ourense, dados, que junto com outros de distinto género, nos fazem avaliar o poder que ostentava esta família na vila medieval.

## Paróquias
O município de Monforte está dividido em vinte e sete paróquias: Baamorto (Santa Maria), Bascós (São Martiho), Caneda (Santalha), O Chao do Fabeiro (São Ramão), Chavaga (São João), Distriz (Santo André), Fiolleda (São Cosmede), Gullade (Santo Acisclo), Guntín (Santa Luzia), Marcelle (São Miguel), Monforte de Lemos, Moreda (São Salvador), As Nocedas (Santo Estevo), A Parte (Santa Maria), A Penela (Santa Maria), Piñeira (São Martinho), Reigada (São Salvador), Ribas Altas (São Pedro), Rozavales (Santa Maria), San Xillao de Tor (San Jilhão), Santa Mariña do Monte (Santa Marinha), Seoane (São Salvador), Sindrán (São Pedro), Tor (São João), Valverde (São Pedro), A Vide (São Cibrão), Vilamarín (São Fiz)

## Demografia
| Variação demográfica do município entre 1991 e 2004 | Variação demográfica do município entre 1991 e 2004 | Variação demográfica do município entre 1991 e 2004 | Variação demográfica do município entre 1991 e 2004 |
| --------------------------------------------------- | --------------------------------------------------- | --------------------------------------------------- | --------------------------------------------------- |
| 1991                                                | 1996                                                | 2001                                                | 2004                                                |
| 20318                                               | 19180                                               | 19091                                               | 19445                                               |

## Patrimônio edificado
- Mosteiro de San Vicente do Pino